# Ernesto Balzi
Ernesto Balzi (né le 28 décembre 1946 au Venezuela), est un acteur vénézuélien.

## Carrière
Ernesto Balzi a joué dans la mini-série Mi conciencia y yo au côté de Julián Gil en 2002.

## Filmographie
- 1983 : Bienvenida Esperanza : Johnny
- 1983 : Leonela : Alfredo Michelena
- 1985 : Las Amazonas : Roberto[1]
- 1986 : Enamorada
- 1988 : Niña bonita : Ernesto Martinez
- 1989 : Rubi Rebelde : Federico
- 1989 : Amanda Sabater : Arsenio Cuevas
- 1990 : Anabel
- 1990 : Pasionaria : Luis Felipe Parra
- 1991 : Mundo De Fieras : Federico Anzola
- 1994 : María Celeste : Tibério
- 1996 : Todo Por Tu Amor : Renato[2]
- 1997 : Destino De Mujer
- 1998 : La Casa Bruciata : Ribeiro
- 1998 : Hoy Te Ví : Iván Pereira
- 2000 : Hechizo De Amor : Alonso Urrutia[3]
- 2002 : Mi conciencia y yo : Roberto, époux de Myrna
- 2005 : Ser Bonita No Basta : Ezequiel Villavicencio